# 勧修寺尚顕
勧修寺 尚顕（かじゅうじ ひさあき）は、戦国時代の公家（公卿）。
本姓は藤原氏。家系は藤原北家高藤流甘露寺支流である勧修寺家の11代当主。堂上家のひとつで家格は名家。官位は、正二位権大納言。

## 経歴
権中納言であった第9代当主・勧修寺政顕の実子。室町幕府第9代将軍・足利義尚の偏諱を受け、尚顕と名乗る。
室は石清水八幡宮検校・澄清の娘。実子に内大臣・勧修寺尹豊、左大臣・三条公頼の室、左京亮・粟屋元隆（はじめ住吉大社宮司・国賢）の室、典侍・勧修寺尚子などがいる。
永正5年（1508年）1月5日、任参議。
天文元年（1532年）、義弟で能登守護 畠山氏の当主 修理大夫・畠山義総を頼りに動乱の京を離れ、能登国（もしくは加賀国）にて出家した。
法名は、泰龍、のち改め、栄空。

## 系譜
- 父：勧修寺政顕
- 母：不詳
- 養父：勧修寺経熈
- 妻：澄清の娘
  - 男子：勧修寺尹豊
- 生母不詳の子女
  - 女子：三条公頼室
  - 女子：粟屋元隆室（はじめ住吉大社宮司・国賢室）
  - 女子：勧修寺尚子